# Блей, Фриц
Фриц Блей (нем. Fritz Bley; 23 июля 1853, Кведлинбург, Пруссия, — 2 октября 1931, Берлин, Германия) — немецкий писатель.

## Биография
После учебы в Лейпциге работал редактором в газетах Thorner Zeitung и Westfälische Zeitung. Предпринял обширные путешествия по Европе, а также Северной и Южной Америке, а затем перешел в редакцию газеты Kölnische Zeitung.
В 1885 году стал генеральным секретарем Общества по колонизации и главным редактором Kolonialpolitische Korrespondenz. В 1887 году вместе с Карлом Петерсом отправился в Восточную Африку, основал колонию Узунгула и руководил ею до своего возвращения в Германию в 1889 году.
В 1895 году вместе с Петерсом и Виллибальдом Гебхардтом Блей был соучредителем Немецкой федерации спорта, игр и гимнастики, одним из зачинателей футбола в Германии. В 1897 году он занял пост главного редактора газеты Ostpreussische Zeitung. С 1899 года жил в Берлине.
В 1905—1923 годах отвечал за приложение Zeitfragen к реакционной и антисемитской газете Deutsche Tageszeitung. Помимо своей журналистской деятельности он написал множество охотничьих историй и монографий об охотничье-промысловых животных, а также статьи по колониальной истории, романы и рассказы. Стоя на националистических позициях, был членом Пангерманского союза, Союза Верданди (1907, с германско-народной программой), Германского оборонного общества (1912), Прусского союза (с 1918) и Союза против иудейского высокомерия.
Блей состоял в берлинской охотничьей корпорации «Мазовия», основанной в 1920 году. Он столь активно занимался вопросом охраны лосей, что его именовали «отцом лося».
В 1933 году, когда Блея уже два года не было в живых, нацисты включили его имя в список авторов, чьи книги подлежали сожжению. Очевидно, его спутали с писателем Францем Блеем — но, с другой стороны, против этого говорит комментарий в списке: «все, кроме историй о животных и охоте».
В 1947 году его книга «У могилы немецкого народа» (нем. Am Grabe des deutschen Volkes) о предыстории Ноябрьской революции, изданная в 1919 году, была включена в список изъятой литературы, выпущенный в советской зоне оккупации Германии.
Место его последнего упокоения находится на Юго-западном церковном кладбище в Штансдорфе.
Его сын Вульф Блей и внук Вульф Э. Блей (р. 1946) также известны как писатели.

## Сочинения
- Für die Schaubühne. Berlin, 1879.
- An’s Herz der Heimath! Düsseldorf, 1883.
- Moderne Kunst. Leipzig, 1884.
- Deutsche Pionierarbeit in Ostafrika. Berlin, 1891.
- Circe. Leipzig, 1892.
- Horridoh! Berlin, 1896.
- Durch! Berlin, 1897.
- Die Weltstellung des Deutschtums // Kampf um das Deutschtum. — Heft 1. — München, 1897.
- Die alldeutsche Bewegung und die Niederlande // Kampf um das Deutschtum. — Heft 11. — München, 1897.
- Südafrika niederdeutsch // Kampf um das Deutschtum. — Heft 17. — München, 1898.
- Hochlandminne. Berlin, 1902.
- Die Schwestern von Mbusini. Dresden, 1904.
- Blühende Gärten des Ostens. Leipzig, 1907.
- Der Edelhirsch, 1909.
- Avalun. Berlin, 1914.
- Der schlimmste Feind! Leipzig, 1916.
- In Kraft und Ehren, Berlin, 1917 (= Feldbücher 14).
- Wie kam es doch? Leipzig, 1918.
- Am Grabe des deutschen Volkes. Berlin, 1919.
- Vom wehrhaften Raubwild. Leipzig, 1919.
- Von freiem Hochlandwilde. Leipzig, 1919.
- Lebensbilder aus der Tierwelt Europas, Leipzig, 1920 (в соавторстве).
- Vom nordischen Urwilde. Leipzig, 1921.
- Vom Edelen Hirschen. Leipzig, 1923.
- Der Blutschreck und andere Tiergeschichten. Leipzig, 1924.
- 50 Jahre deutscher Jagd. Berlin, 1925.
- Alfred Brehm. Das Leben der Tiere. — 4 Bde. — Leipzig, 1926—1929.
- Der Harzhirsch und seine Bergwelt. Leipzig, 1927.